# Alskogs församling
Alskogs församling var en församling i Svenska kyrkan i Visby stift. Församlingen uppgick 2006 i Garde församling.
Församlingskyrka var Alskogs kyrka.

## Administrativ historik
Församlingen har medeltida ursprung. 
Församlingen var till 1 maj 1920 moderförsamling i pastoratet Alskog och Lye. Från 1920 till 2006 var den annexförsamling i pastoratet Garde, Etelhem, Alskog och Lye som 1962 utökades med Ardre församling. Församlingarna i pastoratet uppgick 2006 i Garde församling.
Församlingskod var 098066.

## Klockare och organister
| Ämbetstid | Namn                            | Levnadstid | Övrigt                            |
| --------- | ------------------------------- | ---------- | --------------------------------- |
|           | Per Jacobsson                   | 1690–1782  | Klockare                          |
| 1808–1809 | Hans Pehrsson                   | 1737–1809  | Klockare och skolmästare          |
| 1809–1838 | Jacob Söderlund                 | 1778–1846  | Klockare och skolmästare          |
| 1851      | Lars Ahlström                   | 1810–      | Klockare och skolmästare          |
| 1870–1896 | Oskar Niklas Ferdinand Kindgren | 1845–1896  | Klockare, organist och skollärare |